# ホロコースト (イギリスのバンド)
ホロコースト（Holocaust）は、1977年に結成されたスコットランドのエディンバラを拠点とするヘヴィメタル・バンド。
ブラック・サバス、ジューダス・プリースト、モーターヘッド、AC/DC、UFO、レッド・ツェッペリン、ラッシュ、バッジーの影響を受けた現在のラインナップは、ジョン・モーティマーのギターとボーカル、スコット・ウォレスのドラム、マーク・マクグラスのベースとなっている。オリジナル・ラインナップには、ギタリストのジョン・モーティマーとエド・ダドリー、ボーカリストのゲイリー・レティス、ベーシストのロビン・ベッグ、ドラマーのニック・ブロッキーが含まれていた。1983年、ギタリストのエド・ダドリーがバンドを脱退し、ホログラム (Hologram)という名前でアルバムを作成してリリースした。ホロコーストは、1970年代後半から1980年代初頭にかけて、NWOBHMとして最高のスコットランドのバンドの1つとなり、当時のより商業的なニュー・ウェイヴから逸脱し、パンク・ロックのテンポと空気を伴う初期のメタルを音楽に組み合わせていた。
ジョン・モーティマー主導のホロコーストは、多くのプログレッシブ・メタル、スラッシュメタル、ポスト・パンクの影響をサウンドに取り入れ、アルバム『The Sound of Souls』やコンセプト・アルバム『聖約』などの複雑な作品をリリースした。バンドの現在の3人組によるラインナップは2003年以来変わらず、2015年にEP『Expander』とアルバム『Predator』をリリースし、最近では2019年にアルバム『Elder Gods』をリリースした。
ホロコーストの最も有名な曲は、メタリカが1987年にリリースした『メタル・ガレージ』でカバーされ、1998年のコンピレーション・アルバム『ガレージ・インク』に再登場した「The Small Hours」であろう。

## ディスコグラフィ

### スタジオ・アルバム
- The Nightcomers (1981年)
- Steal the Stars (1983年) ※ホログラム (Hologram)名義
- No Man's Land (1984年)
- The Sound of Souls (1989年)
- Hypnosis of Birds (1992年)
- 『スピリッツ・フライ』 - Spirits Fly (1996年)
- 『聖約』 - Covenant (1997年)
- The Courage to Be (2000年)
- Primal (2003年)
- Predator (2015年)
- Elder Gods (2019年)[4]

### ライブ・アルバム
- Live (Hot Curry & Wine) (1983年)

### EP、シングル
- "Heavy Metal Mania" (1980年) ※7インチ
- Heavy Metal Mania (1980年) ※12インチ
- "Smokin' Valves" (1980年) ※7インチ
- Smokin' Valves (1980年) ※12インチ
- Live from the Raw Loud 'n' Live Tour (1981年) ※7インチ
- Comin' Through (1982年) ※12インチ
- Heavy Metal Mania '93 (1993年) ※CD
- Expander (2013年) ※CD

### コンピレーション・アルバム
- NWOBHM '79 Revisited (1990年) ※オムニバス。「Death or Glory」収録
- 『ベスト・オブ・ホロコースト〜スモーキン・ヴァルヴズ』 - Smokin' Valves: The Anthology (2003年)

### 映像作品
- Live from the Raw Loud 'n' Live Tour (1981年) ※2004年にDVD化

## カバー・バージョン
- メタリカが「The Small Hours」をカバーした（上記の通り）[5]。
- ガンマ・レイが、1996年のライブ・アルバム『アライヴ'95』で「Heavy Metal Mania」をカバーした[6]。1995年のアルバム『ランド・オブ・ザ・フリー』のボーナス曲としてリリースされたスタジオ・バージョンもある。2013年、ガンマ・レイはEP『マスター・オブ・コンフュージョン』に「Death or Glory」を録音した[7]。
- シックス・フィート・アンダーが、1997年のアルバム『ウォーパス』で、アルバム『The Nightcomers』収録の「Death or Glory」をカバーした[8]。